# Вагінак Галстян
Вагінак Галстян (вірм. Վաղինակ Գալստյան; нар. 7 листопада 1973, Єреван, Вірменська РСР, СРСР) — вірменський борець греко-римського стилю, чемпіон світу, учасник Олімпійських ігор. Заслужений майстер спорту Вірменії. Визнаний найкращим спортсменом 2001 року у Вірменії.

## Життєпис
Боротьбою займається з 1986 року. Виступав за Спортивний клуб профспілок, Єреван. Тренер — Самвел Геворкян. Після закінчення активних виступів на борцівському килимі — на тренерській роботі. Працював тренером з греко-римської боротьби збірної Вірменії. Очолює управління по роботі зі спортивними організаціями і політики дитячо-юнацького спорту в Міністерстві спорту зі справ молоді Республіки Вірменія.  Президент Національної федерації Коха Вірменії.

## Спортивні результати на міжнародних змаганнях

### Виступи на Олімпіадах
| Змагання                    | Збірна   | Вагова категорія                 | Місце |
| --------------------------- | -------- | -------------------------------- | ----- |
| Літні Олімпійські ігри 2000 | Вірменія | греко-римська боротьба, до 63 кг | 12    |
| Літні Олімпійські ігри 2004 | Вірменія | греко-римська боротьба, до 66 кг | 8     |

### Виступи на Чемпіонатах світу
| Змагання                        | Збірна   | Вагова категорія                 | Місце  |
| ------------------------------- | -------- | -------------------------------- | ------ |
| Чемпіонат світу з боротьби 1997 | Вірменія | греко-римська боротьба, до 69 кг | 12     |
| Чемпіонат світу з боротьби 2001 | Вірменія | греко-римська боротьба, до 63 кг | Золото |
| Чемпіонат світу з боротьби 2002 | Вірменія | греко-римська боротьба, до 66 кг | 9      |
| Чемпіонат світу з боротьби 2003 | Вірменія | греко-римська боротьба, до 66 кг | 4      |

### Виступи на Чемпіонатах Європи
| Змагання                         | Збірна   | Вагова категорія                 | Місце |
| -------------------------------- | -------- | -------------------------------- | ----- |
| Чемпіонат Європи з боротьби 1995 | Вірменія | греко-римська боротьба, до 68 кг | 5     |
| Чемпіонат Європи з боротьби 1997 | Вірменія | греко-римська боротьба, до 69 кг | 9     |
| Чемпіонат Європи з боротьби 1998 | Вірменія | греко-римська боротьба, до 69 кг | 9     |
| Чемпіонат Європи з боротьби 1999 | Вірменія | греко-римська боротьба, до 63 кг | 11    |
| Чемпіонат Європи з боротьби 2000 | Вірменія | греко-римська боротьба, до 63 кг | 4     |
| Чемпіонат Європи з боротьби 2002 | Вірменія | греко-римська боротьба, до 66 кг | 13    |
| Чемпіонат Європи з боротьби 2003 | Вірменія | греко-римська боротьба, до 66 кг | 12    |

### Виступи на інших змаганнях
| Змагання                                                     | Збірна   | Вагова категорія                 | Місце |
| ------------------------------------------------------------ | -------- | -------------------------------- | ----- |
| Тестовий турнір FILA 1998                                    | Вірменія | греко-римська боротьба, до 69 кг | 4     |
| Олімпійський кваліфікаційний турнір з боротьби 2000 (Фаенца) | Вірменія | греко-римська боротьба, до 69 кг | 17    |

### Виступи на змаганнях молодших вікових груп
| Змагання                                      | Збірна   | Вагова категорія                 | Місце |
| --------------------------------------------- | -------- | -------------------------------- | ----- |
| Чемпіонат Європи з боротьби серед молоді 1992 | Вірменія | греко-римська боротьба, до 68 кг | 6     |
| Чемпіонат світу з боротьби серед молоді 1993  | Вірменія | греко-римська боротьба, до 68 кг | 4     |